# Hasle bei Burgdorf
Hasle bei Burgdorf is een gemeente en plaats in het Zwitserse kanton Bern, en maakt deel uit van het district Emmental.
Hasle bei Burgdorf telt 3.262 inwoners.